# Frisisk (sprog)
Frisisk (vestfrisisk Frysk, nordfrisisk Friisk og frasch, saterfrisisk Fräisk) er det sprog, der tales af friserne. Sproget hører til de vestgermanske sprog, som er en undergruppe af de germanske sprog. Frisisk er nærmest beslægtet med engelsk og nabosprogene nederlandsk, plattysk og dansk. I sprogvidenskaben har der været tale om en anglo-frisisk sprogfamilie. I dag kendes mange tekster fra 900-tallet, som betegnes som frisiske.
Frisisk er det ene af de officielle forvaltningssprog i Nederlandene. I den nederlandske provins Frisland (frisisk: Fryslân) bor der godt 640.000 mennesker (2005), hvoraf 95% forstår sproget. Godt 350.000 nederlændere har frisisk som modersmål.
Både Tyskland og Nederlandene har anerkendt frisisk som et minoritetssprog. Derfor er sproget beskyttet af Den europæiske pagt om regionale sprog eller mindretalssprog.
Frisisk som studieretning findes ved universiteterne i Amsterdam, i Groningen, ved Kiels Christian-Albrechts-Universität og ved Flensborg Universitet. Frisisk bliver udbudt som bifag ved mange universiteter i Europa.

## Klassifikation
Det er vigtigt at huske, at klassifikationen af frisisk som "anglo-frisisk" er baseret på slægtskab og ikke på global lighed. Friserne har i lang tid ikke været i kontakt med angelsakserne, så frisisk er begyndt at ligne nedertysk og nederlandsk mere end engelsk. Båndene mellem frisisk og engelsk kan ses af ord som grien, swiet, tsiis, tsjerke, wiet (grøn, sød, ost, kirke, våd) sammenlignet med engelsk green, sweet, cheese, church, wet, hvor nederlandsk har groen, zoet, kaas, kerk, nat. På plattysk kan det hedde: grön, söt, Käs, Kark, natt. 

## Inddeling
Frisisk kan inddeles i en lang række dialekter:
- Westerlauwersfrisisk i Friesland, Holland.
- Østfrisisk (Saterfrisisk) i Saterland (Øst-Frisland/Niedersachsen), Tyskland.
- Nordfrisisk i Nordfrisland (Slesvig-Holsten), Tyskland.

Westerlauersfrisisk og saterfrisisk er tæt beslægtede. Disse varianter bliver ofte kaldt sydfrisisk. Fællestrækkene mellem dem er meget tydelige, og de skiller sig klart ud fra nordfrisisk, der er blevet stærkt påvirket af dansk.
Saterfrisisk kaldes også for østfrisisk; westerlauwersfrisisk for vestfrisisk.

## Eksempler
Et eksempel på Westerlauwersfrisisk:
Bûter, brea, en griene tsiis;
wa't dat net sizze kin, is gjin oprjochte Fries.
(smør, rugbrød og grøn ost;
den der ikke kan sige det, er ingen ægte friser)
Et andet eksempel er nationalsangen: "De âlde Friezen":
Frysk bloed tsjoch op! Wol no ris brûze en siede,

En bûnzje troch ús ieren om!

Flean op! Wy sjonge it bêste lân fan d'ierde,

It Fryske lân fol eare en rom.
Omkvæd:

Klink dan en daverje fier yn it rûn

Dyn âlde eare, o Fryske grûn!

Klink dan en daverje fier yn it rûn

Dyn âlde eare, o Fryske grûn!
Hoe ek fan oermacht, need en see betrutsen,

Oerâlde, leave Fryske grûn,

Nea waard dy fêste, taaie bân ferbrutsen,

Dy't Friezen oan har lân ferbûn.
Omkvæd
Fan bûgjen frjemd, bleau by 't âld folk yn eare,

Syn namme en taal, syn frije sin;

Syn wurd wie wet; rjocht, sljocht en trou syn leare,

En twang, fan wa ek, stie it tsjin.
Omkvæd
Trochloftich folk fan dizze âlde namme,

Wês jimmer op dy âlders grut!

Bliuw ivich fan dy grize, hege stamme

In grien, in krêftich bloeiend leat!
Omkvæd
Fader vor på standardfrisisk:
Us Heit

dy't yn de himelen is

jins namme wurde hillige

Jins keninkryk komme

Jins wollen barre allyk yn 'e himel

sa ek op ierde

Jou ús hjoed ús deistich brea

En ferjou ús ús skulden

allyk ek wy ferjouwe ús skuldners

En lied ús net yn fersiking

mar ferlos ús fan 'e kweade

Want Jowes is it keninkryk en de krêft

en de hearlikheid oant yn ivichheid.
Det frisiske sprog hedder på westerlauwersfrisisk eller vestfrisisk frysk, på nordfrisisk frasch, freesk, freesch, fräisch, fresk eller friisk og på saterfrisisk: fräisk.